# Haplospiza rustica
Tentilhão-ardósia ou cigarra-ardósia (Haplospiza rustica) é uma espécie de ave da família Emberizidae.
Pode ser encontrada nos seguintes países: Bolívia, Colômbia, Costa Rica, Equador, El Salvador, Guiana, Honduras, México, Nicarágua, Panamá, Peru, Uruguai e Venezuela.
Os seus habitats naturais são: regiões subtropicais ou tropicais húmidas de alta altitude e florestas secundárias altamente degradadas.